# 和之味集團

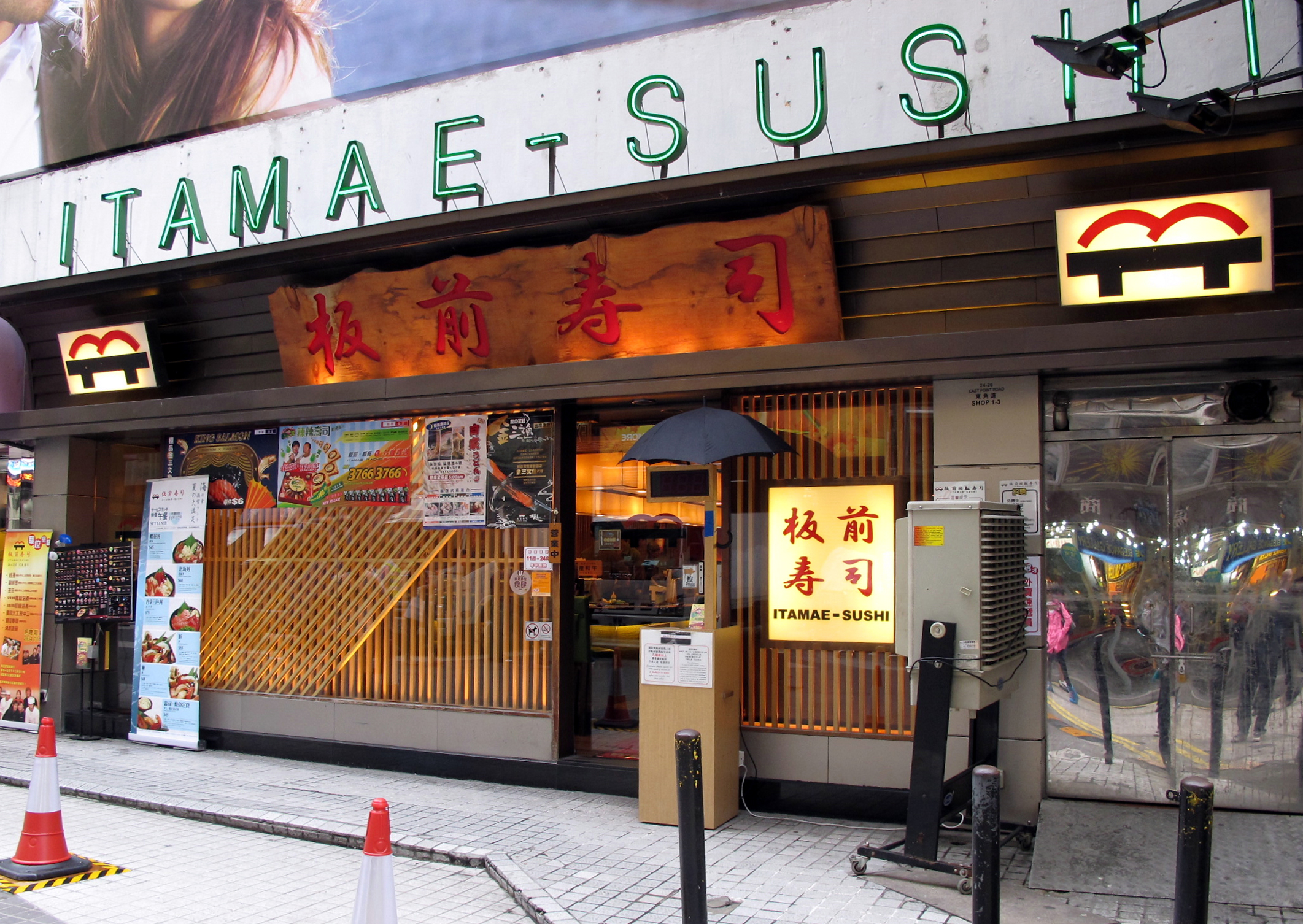
板前壽司在銅鑼灣分店（2010年）（已結業)

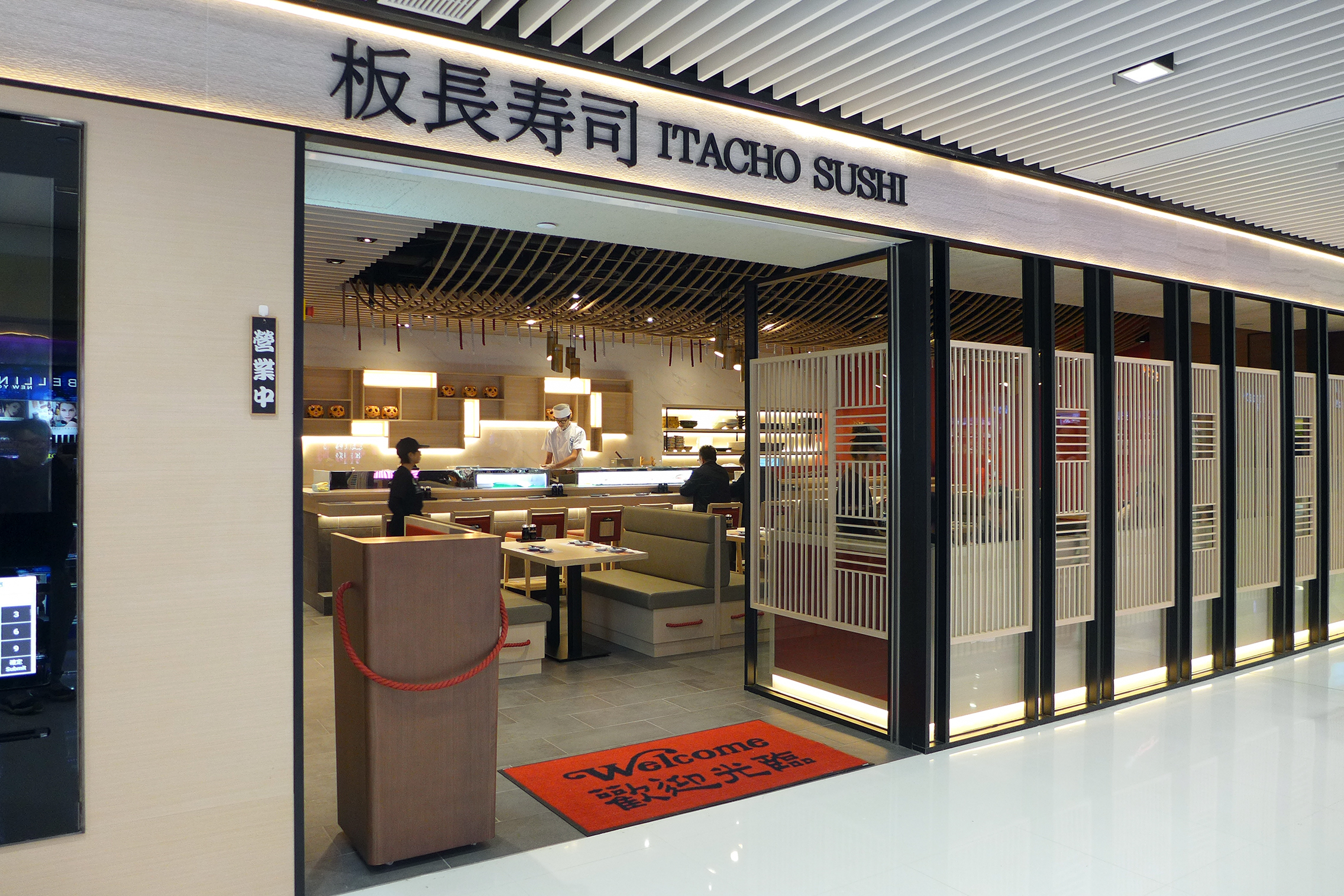
板長壽司(已全線結業)在沙田中心分店

和之味集團是香港一個連鎖日式飲食集團，於2004年成立，創辦人為鄭威濤，其下業務只餘下鮨樂。而板長壽司等著名品牌已結業。
2024年11月，昔日著名品牌之一板長壽司位於銅鑼灣怡東商場東角Laforet的最後分店結業。板長壽司全盛期最多有27間分店。

## 爭議
和之味集團自2008年起，每年1月初均於日本東京築地魚市場競投最重的藍鰭吞拿魚「日本一」，引起環保組織及部份市民批評。
競投統計：
| 年份   | 成交價（港元） | 重量（公斤） | 每公斤平均價 |
| ------ | -------------- | ------------ | ------------ |
| 2008年 | 43萬           | 276          | 1,600        |
| 2009年 | 82萬           | 128          | 6,400        |
| 2010年 | 140萬          | 232          | 6,000        |
| 2011年 | 307萬          | 342          | 9,000        |

## 品牌
- 鮨樂

## 昔日品牌
- 板前壽司
- 板長壽司
- 雪村串燒
- 自家烏冬
- 岡田珈琲
- 金牌獎門自家烏冬
- 板獎自家火鍋
- 放題達人
- 上膳食堂

## 外部連結
- 和之味集團（页面存档备份，存于）